# جیانگ زمین
جیانگ زِمین (به چینی: 江泽民) (۱۷ اوت ۱۹۲۶ – ۳۰ نوامبر ۲۰۲۲) از سال ۱۹۹۳ تا ۲۰۰۳ به ریاست جمهوری چین و ریاست کمیسیون نظامی حزب کمونیست چین رسید و بین سال‌های ۱۹۹۷–۲۰۰۲ دبیرکلی کمیته مرکزی حزب کمونیست چین را نیز به عهده گرفت. در سال ۲۰۰۲ مقام خود به عنوان دبیرکل کمیته مرکزی را به هو جینتائو واگذار کرد.

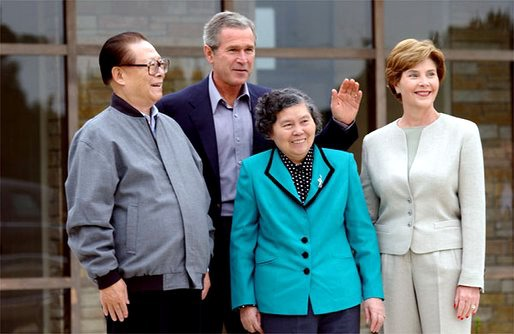
جیانگ زمین و همسرش وانگ یپینگ به همراه جرج بوش و لورا بوش در کراوفورد، تگزاس، ۲۰۰۲

## زندگی
جیانگ زمین در ۱۷ اوت ۱۹۲۶ در شهر یانگ ژو در چین متولد شد. اجدادش اهل دهکده‌ای به نام جیانگ بودند. پدر جیانگ زمین که جیانگ شی‌جون نام داشت، زمانی یکی از افسران عالی‌رتبه ادارهٔ تبلیغات ضد چین متعلق به ارتش ژاپن در زمان اشغال و غارت استان جیانگ‌سو توسط ژاپن بود و خائن به چین محسوب می‌شد.
زمانی که جیانگ زمین ۱۷ سال داشت، جنگ ضد فاشیسم در همه جای جهان ادامه داشت و در آن زمان، جوانان برای دفاع از چین در مقابل ژاپن به جبهه می‌رفتند. اما جیانگ زمین در سال ۱۹۴۲ ادامه تحصیل در دانشگاه مرکزی را که تحت کنترل ژاپن تأسیس شده بود انتخاب کرد.
پس از آنکه حزب کمونیست چین در جنگ‌های داخلی پیروز شد، جیانگ زمین برای ارتقاء مقام خود در حزب کمونیست چین گفت که او توسط عمویش بنام جیانگ شانگ‌چینگ بزرگ شده‌است. عموی جیانگ در دوران نوجوانی به حزب کمونیست چین پیوست و بعدها توسط راهزنان به ضرب گلوله کشته شد.

## کشتار میدان تیان‌آن‌من و به قدرت رسیدن جیانگ زمین

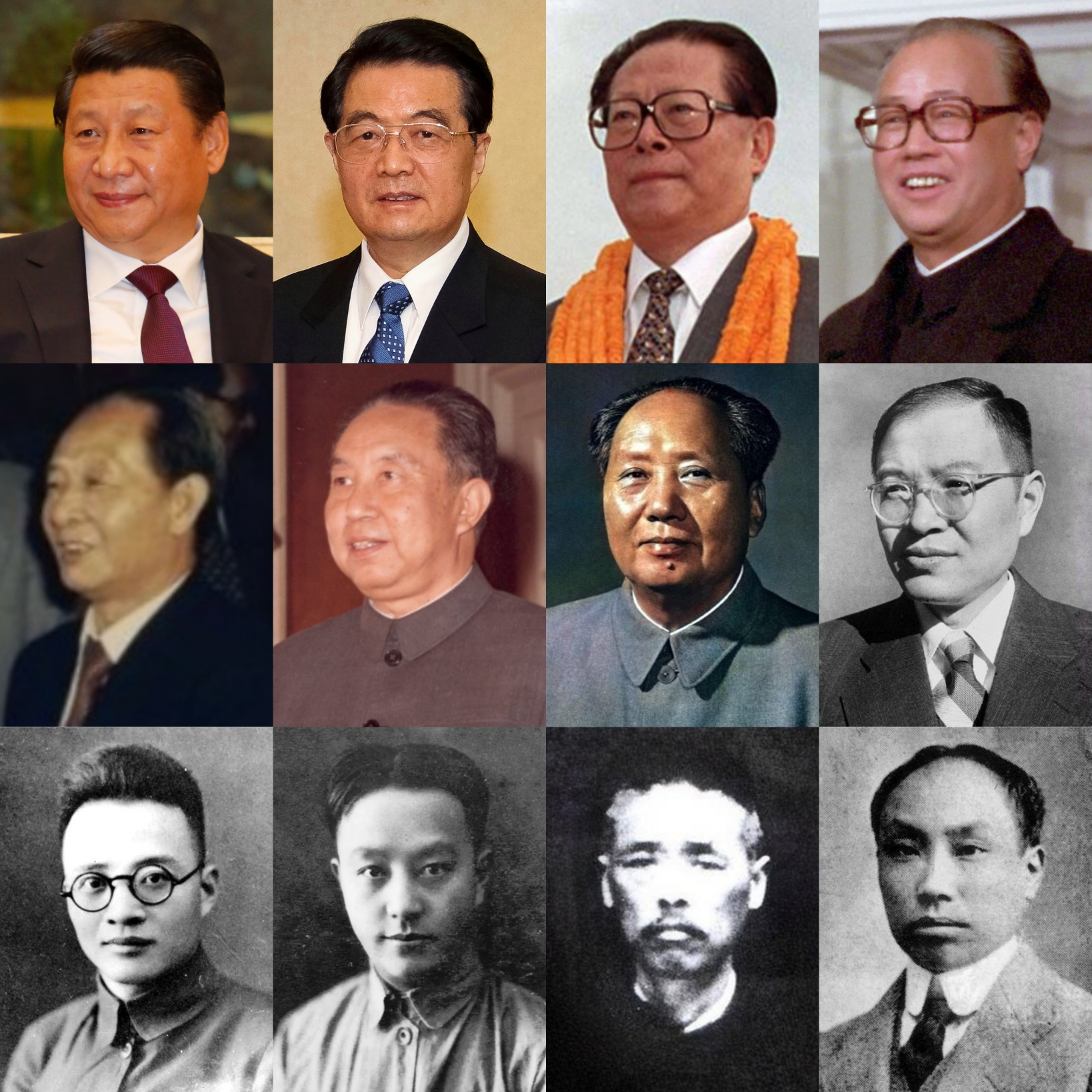
رؤسا و دبیران کل حزب کمونیست چین

جیانگ، بواسطهٔ تاریخچهٔ خانوادگی که برای خود نزد رهبران حزب کمونیست گفت، توانست در مدت چند سال از مقام یک افسر دون‌پایه به جانشینی وزیر صنعت الکترونیک برسد. او در زمان صدارتش، مقام دبیر حزب کمونیست چین در شهر شانگهای را داشت و همیشه خود را به رهبران ارشد حزب نزدیک می‌کرد.
کشتار چهارم ژوئن ۱۹۸۹ در میدان تیان‌آن‌من، نقطهٔ به قدرت رسیدن جیانگ زمین بود.
وی با سرکوبی روزنامهٔ آزادی‌خواه پیک اقتصاد جهان (World Economic Herald) و دستگیری وان لی، رهبر کنگرهٔ مردمی در خانه‌اش و حمایت از کشتار میدان تیان‌آن‌من به مقام دبیر کلی حزب کمونیست چین رسید. قبل از کشتار میدان تیان‌آن‌من، جیانگ زمین طی نامه‌هایی که به دنگ شیائوپینگ نوشته بود خواستار «اقدام قاطع» علیه دانشجویان شده و خاطر نشان کرده بود که در غیر این‌صورت «هم کشور و هم حزب به خطر خواهد افتاد.» رویکرد سیاسی جیانگ زمین همواره با شعار «تمام عوامل بی‌ثباتی را در نطفه خفه کنید.» همراه بوده‌است.

## آزار و شکنجه تمرین کنندگان روش معنوی سنتی چینی فالون گونگ به دستور جیانگ زمین
در سال ۱۹۹۹، جیانگ زمین کمپین مقابله با روش معنوی فالون‌گونگ (فالون‌دافا) را که ده‌ها میلیون تمرین‌کننده در چین دارد و از اصول حقیقت، نیک‌خواهی و بردباری پیروی می‌کنند، راه‌اندازی کرد. وی در آن زمان از تعداد افراد بی‌شماری که به این روش معنوی می‌پیوستند و همچنین میزان جذابیت و محبوبیت آموزه‌های اخلاقی سنتی این روش هراس داشت. از میان هفت عضو دائم کمیتهٔ مرکزی حزب کمونیست چین، جیانگ زمین تنها کسی بود که تأکید زیادی بر سرکوب‌کردن فالون گونگ داشت.
در ۲۵ آوریل ۱۹۹۹، ۱۰ هزار تمرین‌کنندهٔ فالون‌گونگ در اطراف دفتر مرکزی دادخواست نزدیک ژونگ‌نان‌های برای استیفای حق خود در تمرین آزادانهٔ فالون گونگ که همچنین با نام فالون‌دافا شناخته می‌شود، به‌طور مسالمت‌آمیزی گرد هم آمدند. این بزرگ‌ترین گردهمایی در پکن پس از قتل‌عام میدان تیان‌آن‌من بود. جیانگ از این گردهمایی به عنوان بهانه‌ای برای آغاز سرکوب در سطح ملی استفاده کرد و منجر به آزار و اذیت وحشیانه‌ای شد که همچنان ادامه دارد.
بنا بر گزارش دیدبان حقوق بشر، در ژوئن سال ۱۹۹۹، جیانگ زمین اداره ۶۱۰ را تأسیس کرد. این اداره که شش ده نیز نامیده می‌شود، به منظور نظارت بر سرکوب فالون‌گونگ تأسیس شد. از ۲۰ ژوئیه ۱۹۹۹ هزاران نفر از تمرین‌کنندگان روش معنوی چینی فالون‌گونگ به دستور جیانگ زمین آزار و شکنجه و به قتل رسیده‌اند. در خارج از چین کمپین‌های متعددی در مخالفت با جنایات و نسل‌کشی صورت گرفته توسط جیانگ زمین و رهبران حزب و جرائم حزب در خصوص حقوق بشر تشکیل شده‌است.
در سال ۲۰۰۹، دادگاه‌های آرژانتین و اسپانیا، جیانگ زمین و برخی دیگر از سران حزب کمونیست چین را عاملان این جنایات دانسته و محکوم کردند.
از طریق آزار و شکنجه تجارت اعضای بدن تمرین کنندگان فالون گونگ، جیانگ زمین و حامیانش مانند ژویونگ‌کنگ، بوشیلای، لی دُنگ‌شِنگ، لوگان و زِنگ کینگ‌هانگ، قدرت و ثروت بسیار زیادی کسب کرده‌اند.

## تأسیس اداره ۶۱۰
اداره ۶۱۰، اولین‌بار توسط «جیانگ زِمین»، رهبر سابق حزب کمونیست چین، با هدف آزار و اذیت روش معنوی فالون گونگ ایجاد شد؛ اما به‌تدریج بخش‌های وسیعی از جامعهٔ چین مثل گروه‌های بودایی و مسیحی را هدف قرار داد. احتمالاً هدف قراردادن فعالان دموکراسی یکی دیگر از اهداف جدید آن شده‌است.

## تجارت اعضای بدن در زمان رهبری جیانگ زمین
کتاب «خرمن خونین» به تجسسی دربارهٔ برداشت اعضای بدن به صورت اجباری از بدن تمرین‌کنندگان فالون گونگ پرداخته‌است، نوشته‌است که بیمارستان‌های رژیم اندکی پس از آغاز آزار و شکنجه، شروع به استفاده از تمرین‌کنندگان به‌عنوان منبعی برای ارگان‌های پیوندی کردند.
دیوید ماتاس وکیل بین‌المللی حقوق بشر و یکی از نویسنده‌های این کتاب در گزارش خود آورده‌اند که تا سال ۲۰۰۸، تعداد ۶۲هزار عضو از اعضای بدن تمرین‌کنندگان برداشته شده‌است. از سال ۲۰۰۸ تاکنون نیز بر این میزان افزوده شده‌است.